# Центр журналистских расследований
Центр журналистских расследований (англ. Centre for Investigative Journalism, CIJ) — британская независимая благотворительная организация, которая обучает журналистов, исследователей, продюсеров и студентов практике и методологии журналистских расследований. В июне 2005 года она была зарегистрирована как компания с ограниченной ответственностью, а в марте 2007 года зарегистрирована как благотворительная. Используя гранты Фонда Лораны Салливан, CIJ организует ежегодную трехдневную летнюю конференцию и курсы по журналистике данных и методам расследования. Здесь прошли обучение тысячи журналистов, исследователей и студентов из более чем 35 стран. CIJ базируется в Школе журналистики при Голдсмитсе, которая ежегодно с 2014 года проводит летнюю конференцию CIJ.

## Деятельность
Центр поддерживает и поощряет свободу информации, компьютеризованную отчетность и защиту информаторов. CIJ предлагает особую помощь тем, кто работает в сложных условиях, где свобода слова и свобода прессы находятся под угрозой и где правдивое освещение событий может быть опасным занятием. Учебные программы CIJ предназначены для поощрения подробных отчетов о несправедливости и коррупции, честности и прозрачности институциональной власти и для привлечения к ответственности сильных мира сего. Эта работа была дополнена публикацией справочников Логана по методам и технике расследования, а также наставничеством над молодежными журналистскими группами и молодыми кинематографистами.
Сторонниками CIJ являются журналисты BBC, Canal Plus (Париж), CBS 60 Minutes, Channel 4, Private Eye, команды расследований «Сандей таймс», «Нью-Йорк таймс» и WikiLeaks.
В 2007 году CIJ приобрел статус зарегистрированной благотворительной организации и получил поддержку ряда фондов, включая Институт «Открытое общество», Фонд Дэвида и Элейн Поттер, Фонд Форда, Фонд Парка, Фонд Ривы и Дэвида Логана, Демократизм в СМИ (Democratie en Media), Голдсмитса и нескольких небольших частных фондов.
В 2009 году CIJ сыграл важную роль в создании Бюро журналистских расследований — независимого поддерживаемого фондами продюсера углубленных репортажей в защиту общественных интересов.
В 2012 году CIJ учредил программу активной бесплатной помощи, консультирования и защиты информаторов и тех, кто раскрыл преступления и правонарушения на своем рабочем месте.
Также CIJ запустил программу по информационной безопасности, организуя семинары для журналистов, исследователей и юристов по шифрованию, Tor, OTR и другим защитным технологиям. В 2014 году организация также начала серию конференций, на которых собираются журналисты, технологи и хактивисты для создания объединений против массовой слежки и цензуры. Эти мероприятия называются симпозиумами CIJ Logan.